# George Harry Heilmeier
George Harry Heilmeier, né à Philadelphie le 22 mai 1936 et mort le 22 avril 2014 à Plano (Texas), est un ingénieur et homme d'affaires américain. Il est l'un des inventeurs de l'affichage à cristaux liquides.

## Biographie
Heilmeier, né le 22 mai 1936 à Philadelphie, Pennsylvanie, États-Unis, faits ses études à l'université de Pennsylvanie et à l'université de Princeton ou il obtient les diplômes respectivement en génie électrique et en matériaux semi-conducteurs.
En 1958 Heilmeier commence à travailler chez RCA Laboratories (en) à Princeton, New Jersey, où il travaille sur plusieurs domaines concernant les cristaux liquides. En 1964 il découvre de nouvelles propriétés électro-optiques dans les cristaux liquides, ces études le mènent à l'invention du premier dispositif d'affichage à cristaux liquides basé sur le Dynamic Scattering Mode (en) (DSM) ou « diffusion dynamique ».
Heilmeier passe la grande partie des années 1970 au département de la Défense des États-Unis où il occupe des postes d'importance dans la recherche et le développement dans les domaines de l'électronique et de la physique à des fins militaires.
En décembre 1977 Heilmeier quitte le gouvernement pour devenir vice-président de Texas Instruments où il est promu « Chief Technical Officer » en 1983. De 1991 à 1996 il occupe le poste de PDG de Bellcore (en) (maintenant Telcordia (en)) et supervise finalement sa vente à Science Applications International Corporation (SAIC) en 1996. Il y travaille comme PDG de 1996-1997, et reste ensuite président honoraire.
Heilmeier a reçu de nombreux prix, il détient 15 brevets et il est membre de l'Académie nationale d'ingénierie américaine, de la Defense Science Board (en), et de la National Security Agency Advisory Board. Il siège au conseil d'administration du Fidelity Investments et de Teletech Holdings (en), et la Board of Overseers de l'École d'ingénierie et de sciences appliquées de l'Université de Pennsylvanie.

## Prix sélectionnés
- 1976 IEEE David Sarnoff Award (en)[2], IEEE
- 1990 C&C Prize, NEC
- 1991 National Medal of Science, États-Unis
- 1992 Académie nationale d'ingénierie des États-Unis Founders Award, États-Unis
- 1993 Vladimir Karapetoff Eminent Members' Award, Eta Kappa Nu (en)
- 1996 John Scott Award for Scientific Achievements, City of Philadelphia
- 1997 IEEE Medal of Honor[2], IEEE
- 1999 John Fritz Medal (en), American Association of Engineering Societies
- 2005 Prix de Kyōto en technologies avancées[5], Inamori Foundation
- 2006 en:Edwin H. Land Medal, OSA

## Publications sélectionnées
- 1966 « Possible Ferroelectric Effects in Liquid Crystals and Related Liquids » (Williams, R. and Heilmeier, G. H.), Journal of Chemical Physics, 44: 638.
- 1968 « Dynamic Scattering: A New Electrooptic Effect in Certain Classes of Nematic Liquid Crystals » (with Zanoni, L. A. and Barton, L. A.), Proceedings of the IEEE, 56: 1162.
- 1970 « Liquid Crystal Display Devices », Scientific American, 222: 100.
- 1976 « Liquid Crystal Displays: An Experiment in Interdisciplinary Research that Worked », IEEE Transactions on Electron Devices, ED-23: 780.